# モーリス・トレーズ

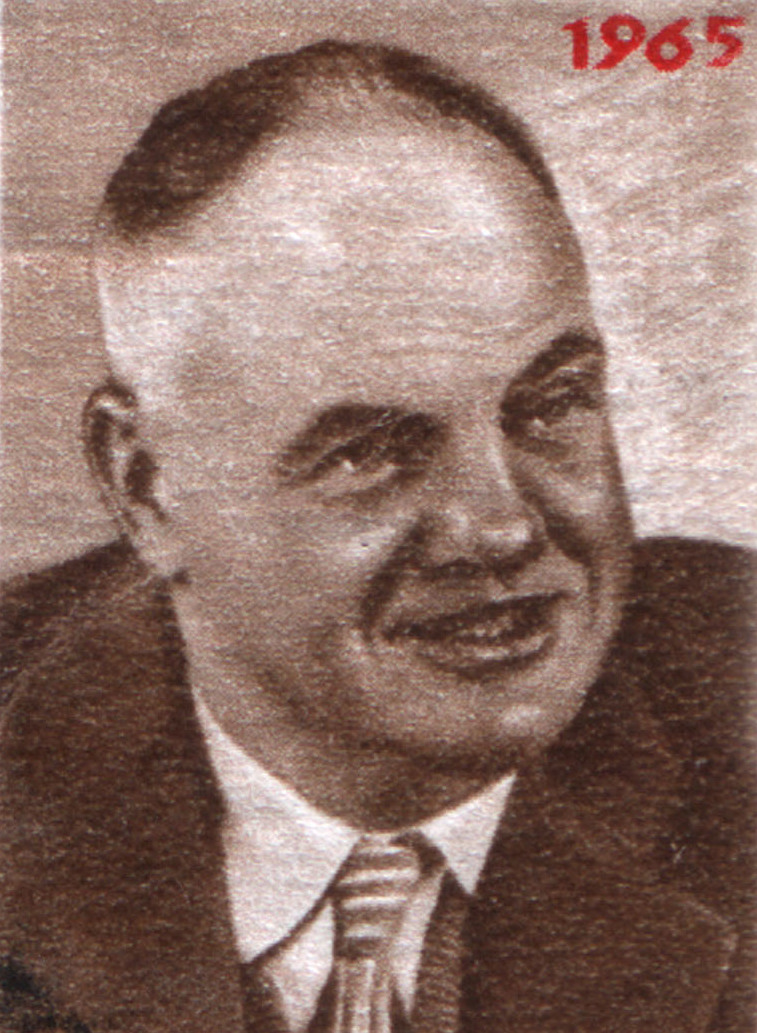
モーリス・トレーズの肖像
－死後の1965年、彼の生誕65周年を記念して発行されたソ連の切手の図柄

モーリス・トレーズ（Maurice Thorez、1900年4月28日 - 1964年7月11日）は、フランスの政治家。1930年から死の1964年まで長らくフランス共産党書記長を務めた。1946年から1947年まではフランス共和国臨時政府の副首相を短期間務めた。

## 生涯
フランス北部、パ＝ド＝カレー県のノワイエル＝ゴドー(Noyelles-Godault)出身。この町では炭鉱業が盛んで、トレーズも12歳で炭鉱夫として働き始める。1919年フランス社会党に入党するが、程なくして共産党に移る。党活動のため、数度の入獄を経験する。1923年党書記を経て、1930年書記長に選出される。以後、死の1964年までフランス共産党の党首として同党を指導した。
国際共産主義運動の文脈においてトレーズは、ソ連の指導者であったヨシフ・スターリンによって支持された。また、各国の共産党同様にレフ・トロツキーを批判し、フランス人民戦線政権の成立、第二次世界大戦開始当初からナチス・ドイツによるフランス占領まで見せたフランス保守政権（フランス第三共和制）による対ドイツ戦争への協力拒否（独ソ不可侵条約からの影響）、独ソ戦開始後の激烈な反独レジスタンス運動、戦後のコミンフォルム参加、1956年のハンガリー動乱におけるソ連の軍事介入支持など、その死まで一貫してその当時のソ連の外交政策に追随し、フランス共産党が「モスクワの長女」と揶揄されるほどの親ソ派政党として活動する基盤を築いた。
彼への批判の文書として、ハンガリー動乱でのソ連支持に反対して共産党を離党したエメ・セゼールが出版した『モーリス・トレーズへの手紙』(Lettre à Maurice Thorez）がある。

## 死後
死後の1964年、ウクライナ・ドネツク州の炭鉱都市チスチャコヴォは、炭鉱夫だったトレーズを称えて「トレーズ市」と改名した。ソ連崩壊後にロシアとの対立を深めたウクライナのヴェルホーヴナ・ラーダは2016年にトレーズを旧名に戻す決定をしたが、トレーズはドネツク人民共和国の支配下にあるため現在もトレーズの名称が多く用いられている。
モスクワにあるモスクワ言語大学は、1964年から1990年まで「モーリス・トレーズ・モスクワ州立外国語教育研究所」と名乗っていた。

## 著書
- 長崎廣次 訳『人民の子』三一書房、1946年9月25日。NDLJP:1061991。

山辺健太郎 訳『人民の子 続』三一書房、1951年6月20日。NDLJP:3032254。
日本共産党中央委員会宣伝教育部 訳『人民の子』日本共産党中央委員会出版部、1961年1月20日。NDLJP:3032299。
- ジャック・デュクロ（フランス語版）共著『解放へのあゆみ』禰津正志・小出孝共訳『解放へのあゆみ』社会書房、1952年6月5日。NDLJP:2997787。
- 『トレーズ政治報告集』フランス現代史研究会訳、未來社

第1巻：人民戦線とその勝利（1955年）
第2巻：レジスタンスとフランスの解放（1955年）
第3巻：平和と独立のための闘い（1956年）
第4巻：フランス国民の団結と前進（1956年）
- フランス現代史研究会 訳『統一戦線と党内民主主義』未來社、1956年2月25日。NDLJP:3032268。